# محمد الأمين العمودي
محمد الأمين العمودي (1891 في وادي سوف - 10 أكتوبر 1957 في البويرة)، كان مصلحًا وشاعرًا وأول أمين عام لجمعية العلماء المسلمين الجزائريين.

## نبذة
نشأ وسط عائلة فقيرة تلقى تعليمه الأول بمسقط رأسه بالمدرسة القرآنية، ثم بالمدرسة الأهلية وبعد نجاحه انتقل إلى بسكرة لمواصلة دراسته الثانوية لكنه سرعان ما طرد من الثانوية كما طرد مرّة أخرى من المدرسة الرسمية بقسنطينة، لكن هذا لم يمنعه من الحصول على مستوى ثقافي جيد باللغتين العربية والفرنسية أهّله ليستغل وظيفة وكيل شرعي بمدينة بسكرة، أين ربط علاقات متشعبة مع مثقفي المنطقة من أدباء وشعراء.

## النشاط الإصلاحي
كانت بداية نشاطه في مجال الدعوة إلى إصلاح أوضاع المجتمع الجزائري من خلال الصحافة، حيث كان ينشر مقالاته في جريدة الإقدام التي كان يصدرها الأمير خالد، ثم بجريدة المنتقد التي كان يصدرها عبد الحميد ابن باديس وجريدة الإصلاح التي كان يصدرها الطيب العقبي، كما اظهرنشاطا سياسيا بمساندته للأمير خالد في حملته الانتخابية ثم مع الدكتور سعدان حين ترشح ببسكرة.
مع تأسيس جمعية العلماء المسلمين الجزائريين سنة 1931 اتضح دوره الإصلاحي، إذ كان من المؤسسين للجمعية وعين أمينا عاما لها، واستطاع بناءعلاقه مع ابن باديس والأمير خالد من قبل أن يوجه مطالب جمعية العلماء بعيدا عن تعنت الإدارة الاستعمارية وتحرشاتها، وحتى يتمكن من تبليغ أهداف الجمعية أصدر جريدة الدفاع "LA DEFENSE" باللغة الفرنسية حتى تصل إلى المتعلمين بلغة الاستعمار.
برز دورالعمودي السياسي في الجهود التي بذلها لتنظيم المؤتمرالإسلامي، وكان أحد الموفدين إلى باريس لتقديم مطالب المؤتمرالإسلامي إلى الحكومة الفرنسية كما قام بحملة شرح وتوعية لنتائج المؤتمربعد عودته من باريس ،أنشأعام 1937 جمعية شباب المؤتمرالإسلامي. وظل العمودي على نشاطه إلى غاية الحرب العالمية الثانية أين فضل اعتزال السياسة إلى غاية اندلاع الثورة التحريرية

## نماذج من شعره
قصيدة أخرى بعنوان: «نار عصيبة التلهاب»:

## وفاته
رغم أنه لم يظهرأي نشاط ثوري مباشر إلا أن السلطات الاستعمارية لم تغفله بل اختطفته يوم 10 أكتوبر 1957، وبعد عدة أيام وجدت جثته بنواحي العجيبة شرق مدينة البويرة.